# ФК Ист Стърлингшър
ФК Ист Стърлингшър (на английски: East Stirlingshire F.C., изговаря се по-близко до Ийст Стърлингшър) е шотландски футболен клуб, базиран в град Фолкърк. Отборът е член на Шотландската футболна асоциация и през сезон 2007/08 се състезава в Трета шотландска дивизия. Често пъти клубът е наричан Ист Стърлинг, откъдето идва и объркването, че е базиран във или около град Стърлинг (на 14 мили от Фолкърк). Феновете и другите местни запалянковци наричат клуба с прякорите „Дъ Шайър“ (The Shire) и „Зебрите“.

## Кратка информация
- Създаване: ноември 1881 г.
- Име на стадиона: Фърс Парк
- Капацитет: 1880 (200 седящи)
- Размер на игрището: 112 x 72 ярда
- Построяване на стадиона: 1921 г.
- Клубен спонсор: SX Records
- Цвят на екипите: бял с черни ленти
- Цвят на резервните екипи: оранжев
- Производител на екипите: Pro Star
- Мениджър: Гордън Уайлд (от 9 януари 2006)
- Президент: Алън Макин
- Local Rivals: Фолкър, Стенхаусмюър, Стърлинг
- Прякори на клуба: The Shire, Зебрите

## История на клуба
Ист Стърлингшър е един от най-старите и славни футболни клубове в Шотландия. От създаването си през 1881, клубът е преживял много успехи и падения и е изпитал всички трудности, които футболът може да предложи.

### 1880 – 1900
През 1880 г. клубът по крикет Байнсфорд Блубонетс основава футболен тим, наречен Байнсфорд Британия. През ноември същата година той променя името си и така се ражда Ист Стърлингшър.
До началото на XIX век, Ист Стърлинг е бил един от водещите шотландски отбори. През сезон 1888/89 достига го четвъртфинал за Шотландската купа, след като преди това „прегазва“ ФК Стенхаусмюър с 10:1 и Вейл ъф Банък (Vale of Bannock) с 11:2, което е рекорд за най-изразителна победа. Но мечтата за спечелване на купата е разбита от група новобранци от източен Глазгоу, наричащи себе си Селтик. Те побеждават с 2:1 и продължават напред.
Две години по-късно (1890/91) всичко се повтаря отново. След „дъжд“ от голове Ист Стърлинг отново е сред най-добрите осем. Съсипвайки Грейнджмът (Grangemouth) с 8:2 и изхвърляйки Камелън (Camelon) с 10:6 (мачът се преиграва, тъй като след първата среща резултатът е равен 3:3). И ето че идва мачът срещу един от основните претенденти за купата – Хартс. „Сърцата“ отново стопяват надеждите за титла на Ист Стърлинг след победа с 3:1. След този двубой на клуба са необходими 90 години, за да достигне отново този етап на турнира.
Уелският национал Хъмфри Джоунс е един от първите герои на клуба. Той има записани 14 участия за националния отбор на Уелс в периода 1885 – 1891. Пет от тях са докато е играч на Ист Стърлинг (срещу Англия и Северна Ирландия през 1889 и срещу Англия, Шотландия и Северна Ирландия през 1890).

### 1900 – 1940
На 19 февруари 1921 клубният рекорд за посещаемост е подобрен. Мачът е срещу Партик Тисъл от третия кръг на Шотландската купа и на него присъстват 12 хиляди души. Ист Стърлинг губи двубоя с „Остриетата“ с 2:1. По-късно те вдигат купата, побеждавайки Рейнджърс с 1:0.
През сезон 1931/32 Ист Стърлинг постига най-големия успех в историята си – става шампион на Втора шотландска дивизия (сегашната Първа). Отборът изпреварва Сейнт Джонстън, които също събират актив от 55 точки при изиграни 38 мача (тогава се дават по 2 точки за победа), но отбелязаните от Ист Стърлинг 111 гола им носят по-добра голова разлика. Щастието обаче трае кратко, защото още следващата година отборът изпада, след като завършва последен със спечелени едва 17 точки.
Нежелан рекорд бива подобрен на 13 април 1936, когато клубът претърпява съкрушителна загуба с 12:1 от Дънди Юнайтед в мач от Втора дивизия, игран на Танадис Парк. Все пак един приятен рекорд е подобрен няколко години по-късно. През сезон 1938/39 Малкълм Морисън се превръща в рекордьор по отбелязани голове за клуба в първенството, отбелязвайки 36 гола в 34 мача (по-късно през 1947/48 рекордът е повторен от Хенри Морис, който бележи 36 гола в 30 мача).

## Успехи на клуба
- Шампион – Втора дивизия: 1931/32
- Второ място – Втора дивизия: 1962/63
- Второ място – Трета дивизия: 1923/24, 1979/80

## Клубни рекорди
- Най-голяма победа: 11:2 срещу Vale of Bannock през 1888 г.
- Най-голяма загуба: 1:12 от Дънди Юнайтед през 1936 г.
- Най-висока посещаемост: 12 хил. срещу Партик Тисъл, трети кръг за Шотландската купа, 19 февруари 1921 г.
- Най-много спечелени точки в първенството: 59 през сезон 1994/95 (реално през сезон 1931/32 са събрани повече точки, тъй като тогава са се давали по 2 точки за победа, а отборът събира 55 – 26 победи, 3 равенства и 9 загуби. Изчислено по сегашните футболни правила това прави 80 точки)
- Най-много отбелязани голове за един сезон: 111 през сезон 1931/32
- Най-много допуснати голове за един сезон: 118 през сезон 2003/04
- Най-много голове отбелязани от футболист за един сезон: Малкълм Морисън – 36 (от 34 мача), през сезон 1938/39 във Втора дивизия и Хенри Морис също с 36 (от 30 мача) през сезон 1947/48
- Най-високата сума, взета за футболист: през 1978 г. Челси плаща £35 000 за Джим Дохърти
- Най-високата сума, платена за футболист: през 1991 г. отборът купува Колин МакКинън за £6000 от кръвния враг ФК Фолкърк
- Играч с най-много мачове за националния си отбор: Хъмфри Джоунс с 14 мача за националния отбор на Уелс в периода 1885 – 1891 г.
- Най-много мачове в първенството: защитникът Гордън Ръсел с 415 участия в периода 1983 – 2001 г.